# Table des caractères Unicode/UFE30
Cette page contient des caractères spéciaux ou non latins. S’ils s’affichent mal (▯, ?, etc.), consultez la page d’aide Unicode.
Table des caractères Unicode U+FE30 à U+FE4F.

## Formes de compatibilité CJC
Formes de présentation verticale des ponctuations pour compatibilité, utilisées pour les différentes écritures idéographiques hanzi des langues chinoises (dont le mandarin qui utilise le style chinois simplifié, et le cantonais qui utilise le style chinois traditionnel, et d’autres langues d’Asie du Sud-Est), unifiés avec les formes de l’écriture kanji du japonais, celles de l’écriture hanja du coréen traditionnel et celles de l’ancienne écriture du vietnamien.

### Table des caractères
| en fr  | 0  | 1  | 2  | 3  | 4  | 5  | 6  | 7  | 8  | 9  | A  | B  | C  | D  | E  | F  |
| U+FE30 | ︰ | ︱ | ︲ | ︳ | ︴ | ︵ | ︶ | ︷ | ︸ | ︹ | ︺ | ︻ | ︼ | ︽ | ︾ | ︿ |
| U+FE40 | ﹀ | ﹁ | ﹂ | ﹃ | ﹄ | ﹅ | ﹆ | ﹇ | ﹈ | ﹉ | ﹊ | ﹋ | ﹌ | ﹍ | ﹎ | ﹏ |
| ------ | -- | -- | -- | -- | -- | -- | -- | -- | -- | -- | -- | -- | -- | -- | -- | -- |